# Лаптев, Иван Данилович
Иван Данилович Лаптев (16 сентября 1900, д. Лаптево Кировской области — 1979, Москва) — советский учёный, экономист в области сельского хозяйства, академик ВАСХНИЛ (1948—1962).

## Биография
Окончил Ленинградский Комвуз (1924) и Экономический институт Красной профессуры (1930).
Занимаемые должности:
- 1930—1931 — учёный секретарь Аграрного института Комакадемии;
- 1931—1934 — экономист Наркомзема СССР;
- 1934—1937 — директор Аграрного института Красной профессуры;
- 1938—1940 — старший научный сотрудник Совета по изучению производственных сил АН СССР;
- 1940—1941 — старший научный сотрудник Института экономики АН СССР.

Участник Великой Отечественной войны (1941—1942).
- 1942—1946 — заведующий аграрным сектором, заместитель директора Института экономики АН СССР;
- 1946—1949 — редактор сельскохозяйственного отдела, зам. главного редактора газеты «Правда»;
- 1949—1956 — заместитель, первый заместитель председателя Всесоюзного общества «Знание»;
- 1956—1958 — директор Института экономики АН СССР;
- 1958—1967 — старший научный сотрудник Института экономики АН СССР.

Кандидат экономических наук (1945).
Статья Лаптева «Антипатриотические поступки под флагом научной критики», опубликованная в «Правде» 2 сентября 1947 года, спровоцировала кампанию, направленную против российских ученых-генетиков.
В 1948 году в числе других «лысенковцев» назначен в расширенный состав ВАСХНИЛ. В 1962 году исключён из академии.
Автор научных работ по экономике сельского хозяйства.

## Награды
Награждён орденом Трудового Красного Знамени (1945), медалями «За оборону Москвы» (1944), «За доблестный труд в Великой Отечественной войне 1941—1945 гг.» (1946), юбилейной медалью «Двадцать лет победы в Великой Отечественной войне 1941—1945 гг.» (1966).